# مهمة سرية 2: الدولية
المهمة السرية 2: دولية (الكورية: 공조2: 인터내셔날) هو فيلم أكشن كوميدي كوري جنوبي لعام 2022 من إخراج لي سيوك هون. يعتبر بمثابة تكملة لفيلم مهمة سرية. الفيلم من بطولة هيون بن ويو هاي جين وإيم يون آه ودانييل هيني وجين سيون كيو. صدر الفيلم في 7 سبتمبر 2022.

## روابط خارجية
- مهمة سرية 2: الدولية على موقع IMDb (الإنجليزية)
- مهمة سرية 2: الدولية على موقع روتن توميتوز (الإنجليزية)
- مهمة سرية 2: الدولية على موقع فيلمافينيتي (الإسبانية)
- مهمة سرية 2: الدولية على موقع قاعدة بيانات الفيلم (الإنجليزية)
- مهمة سرية 2: الدولية على موقع ليتربوكسد (الإنجليزية)